# Head Island
Head Island (englisch für Kopfinsel) ist eine kleine Insel im Palmer-Archipel vor der Westküste der Antarktischen Halbinsel. Sie gehört zu einer Gruppe von drei Inseln im Osten der Hackapike Bay. Die beiden anderen sind Pear Island und False Island. Head Island liegt 1 km südlich des Andrews Point unmittelbar vor der Nordostküste der Anvers-Insel.
Die Insel wurde erstmals bei der British Grahamland Expedition (1934–1937) unter der Leitung des australischen Polarforschers John Rymill kartiert. Ihren deskriptiven Namen, erstmals auf Kartenmaterial aus dem Jahr 1952 zu finden, erhielt sie vermutlich in Anspielung auf ihre Form.